# Paraflabellina gabinierei
Paraflabellina gabinierei is een slakkensoort uit de familie van de waaierslakken (Flabellinidae). De wetenschappelijke naam van de soort werd in 1975 voor het eerst geldig gepubliceerd door Vicente als Facelina gabinierei.